# IU Большой Медведицы
IU Большой Медведицы (лат. IU Ursae Majoris), HD 124794 — одиночная переменная звезда в созвездии Большой Медведицы на расстоянии приблизительно 1592 световых лет (около 488 парсеков) от Солнца. Видимая звёздная величина звезды — от +8,4m до +8,29m.

## Характеристики
IU Большой Медведицы — красная пульсирующая медленная неправильная переменная звезда (LB:) спектрального класса Mb.